# 森徹
森 徹（もり とおる、1935年11月3日 - 2014年2月6日）は、北海道函館市出身（旧満州生まれ）の元プロ野球選手（外野手）・監督、解説者。
息子はアニメ監督のもりたけし。娘にジャズ・シンガーの森郁。

## 経歴

### プロ入りまで
実家は旧満洲国で手広く事業を行っており、森は次男として生まれた。森が10歳の頃に兄が戦死し、妹も病死した。それから後を追うように父も亡くなり、終戦後は母と共に北海道函館市に引き上げ、12歳の時に東京の知人宅に移った。早大学院では渡辺利一郎門下の柔道選手としても知られた。3年次の1953年に夏の甲子園都予選2回戦で東京教育大附高に敗退し、高校卒業後は1954年に早稲田大学（政治経済学部）へ進学。この際も柔道部から熱心な勧誘があったという。東京六大学野球リーグでは3年次の1956年までに3度の優勝を経験したほか、2年次の1955年春季リーグからの3季連続を含む4度のベストナイン（外野手）に選出される。1955年秋季リーグの早慶戦では第1戦で藤田元司から先制の2点適時打、第3戦では同じく藤田から1-1の同点で迎えた延長11回表に決勝2点本塁打を放って完全優勝に貢献し、試合終了後にはチームメイトから胴上げされた。同年には東京六大学選抜で構成された第2回アジア野球選手権大会日本代表に選出され、日本の優勝に貢献。1956年にはエース・木村保を擁して全日本大学選手権に出場するが、準決勝で関大の村山実に抑えられて敗退。4年次の1957年には木村の卒業も影響し、長嶋茂雄・杉浦忠・本屋敷錦吾ら「立教三羽ガラス」を擁する立大に圧倒されて春秋季連続優勝を許す。秋季リーグ早立1回戦では杉浦にノーヒットノーランを喫した。リーグ通算71試合に出場し、270打数63安打・5本塁打・37打点・打率.233。大学同期では桜井薫がプロ入りしている。

### 現役時代
東京六大学を代表するホームランバッターとして何度も神宮を沸かせ、その功績を引っ提げて1958年に中日ドラゴンズへ入団。1年目は新人ながら4月5日に行われた開幕戦の広島戦（広島市民）で4番を任され、試合ではエースの長谷川良平から初安打となる本塁打を放った。その後も9月17日の大阪戦（甲子園）から同21日の大洋戦（川崎）まで4試合連続本塁打を記録し、いずれもリーグ2位の23本塁打・73打点を記録するなど新人として申し分の無い活躍を見せたが、新人王は29本塁打・92打点で2冠を制した巨人の長嶋に奪われる。2年目の1959年はシーズンを通して4番打者として起用され、10月22日に行われた最終戦の大阪戦（甲子園）で通算100勝がかかっていたエースの小山正明から2本塁打を放ち、大洋の新人の桑田武と並ぶ31本塁打で本塁打王に輝く。また87打点を記録し、桑田に3打点差をつけ打点王も獲得して見事2冠を達成。強肩でも知られ、同年は12補殺を記録した。3年目の1960年も21本塁打・72打点と藤本勝巳に次ぐ成績を残し、リーグを代表するホームランバッターとして押しも押されもせぬ存在となる。江藤慎一・高木守道の台頭までは中日のスター選手として君臨したが、1961年に濃人渉が監督に就任すると状況が一変。就任当初に自宅を訪ねてきた濃人から主将に指名されると、森は渋々引き受けたが同僚から「監督が森を大人しくさせるためにキャプテンにすると言っていた」と告げられて激怒し、濃人と共演したテレビ番組で「適当にやるよ」とコメントして関係が悪化。同年オフには南海とのトレードが画策がされたが、1962年に金銭トレードで大洋ホエールズへ放出。
移籍後3年間は桑田と並ぶ中心打者として実績を残し、チームもリーグ2位を2度記録するが、1965年には故障で出場機会が減少して打率も2割を切る。1966年、かつて自分を放出した濃人が中日監督解任後に二軍監督となっていた東京オリオンズへ移籍。同年は打線の中軸として91試合に先発出場するが、その後は故障がちになり、1967年には濃人が二軍監督からヘッドコーチに昇格。シーズン途中に戸倉勝城監督が成績不振で休養すると濃人がチームの指揮を執ることになり、森はスタメンから外されることが多くなった。濃人が監督に昇格した1968年にはハワイキャンプのメンバーからも外され、永田雅一オーナーの説得も振り切り、同年限りで現役を引退。

### 引退後
引退後は旅行代理店の経営に携わっていたが、1969年に田中義雄の誘いにより、世界規模のリーグ戦「グローバルリーグ」という国際的な野球リーグへの参加を表明。日本チーム「ハポン・デ・トキオ」（東京ドラゴンズ）の選手兼任監督に就任し、精力的に練習に加わって選手のレベルアップに尽くす。チームは好調なスタートを切り、ベネズエラ・カラカスを中心に転戦を続けたが、リーグそのものが開幕から1ヶ月で資金難から頓挫。半年後には帰国を余儀なくされた。帰国後は東京12チャンネル解説者を務めたのち、会社経営者として実業界でも活躍。1994年からは社団法人・全国野球振興会会員となり、2001年3月に理事、2005年4月から常務理事、2007年4月から4期にわたり副理事長を務めたのち、2011年5月より黒江透修に代わって理事長に就任。同年には財団法人日本プロスポーツ協会の理事にも就任。プロ野球マスターズリーグ・名古屋80D'sersの選手としても活躍していたこともあった。
2014年2月6日午前8時52分、肝細胞癌のため東京都文京区の日本医科大学付属病院で死去。78歳没。

## エピソード
- プロレスラー・力道山とは義兄弟の間柄で、戦時中に森の母が満州で料亭を経営していた際、大相撲の慰問団が満州にやって来て、力士時代だった力道山の面倒をよくみたことから、森の母は唯一、力道山を「リキ!」と呼べる存在だったという[7][8]。終戦後も森の母との交流が続き、徹は力道山からも実の弟の様に可愛がられ、義兄弟の盃を交わしている。力道山の死の際に当日は徹は伊豆の伊東に狩猟に来ていたが、母から力道山の容体急変の連絡を受け、伊東からマイカーを飛ばして東京に戻る途中でラジオから力道山の訃報が流れたという。病院に着いた際は既に警備やマスコミが多く集まっていたが、徹はこれをかき分けて病室に入り、森の母が力道山の死化粧をしていたところであり、手を握ったところまだ暖かかったという[9]。
  - この関係から張本勲と仲がよく、シーズンオフには力道山のジムで一緒に練習したり旅行に行ったりしたという[7]。なお、森自身も大和球士が大岡虎雄と共にプロ野球三十年史上の一番として挙げるほどの腕っ節で[10]、晩年には柔道・合気道・空手道で6段位を持つほど武道や格闘技に造詣が深かった[11]。
- まむしの粉を愛用し、食事の際は米にも肉にもふりかけて食べたという。そのため鼻血が酷く、よく詰め物をしていたという。
- ザ・ピーナッツは姉妹そろって森のファンであり、中日球場まで森を訪問したこともあった。

## 詳細情報

### 年度別打撃成績
| 年 度      | 球 団      | 試 合 | 打 席 | 打 数 | 得 点 | 安 打 | 二 塁 打 | 三 塁 打 | 本 塁 打 | 塁 打 | 打 点 | 盗 塁 | 盗 塁 死 | 犠 打 | 犠 飛 | 四 球 | 敬 遠 | 死 球 | 三 振 | 併 殺 打 | 打 率 | 出 塁 率 | 長 打 率 | O P S |
| ---------- | ---------- | ----- | ----- | ----- | ----- | ----- | -------- | -------- | -------- | ----- | ----- | ----- | -------- | ----- | ----- | ----- | ----- | ----- | ----- | -------- | ----- | -------- | -------- | ----- |
| 1958       | 中日       | 112   | 447   | 421   | 46    | 104   | 18       | 1        | 23       | 193   | 73    | 7     | 7        | 3     | 2     | 18    | 4     | 3     | 85    | 9        | .247  | .283     | .458     | .741  |
| 1959       | 中日       | 130   | 536   | 486   | 66    | 137   | 27       | 5        | 31       | 267   | 87    | 9     | 6        | 0     | 9     | 37    | 5     | 4     | 77    | 12       | .282  | .338     | .549     | .887  |
| 1960       | 中日       | 129   | 523   | 469   | 61    | 129   | 22       | 3        | 21       | 220   | 72    | 9     | 9        | 0     | 4     | 45    | 2     | 5     | 67    | 17       | .275  | .345     | .469     | .814  |
| 1961       | 中日       | 123   | 463   | 428   | 34    | 109   | 19       | 0        | 13       | 167   | 60    | 5     | 6        | 0     | 6     | 26    | 3     | 3     | 60    | 8        | .255  | .302     | .390     | .692  |
| 1962       | 大洋       | 133   | 509   | 481   | 62    | 122   | 18       | 3        | 22       | 212   | 67    | 2     | 7        | 0     | 4     | 21    | 2     | 3     | 65    | 13       | .254  | .289     | .441     | .730  |
| 1963       | 大洋       | 134   | 498   | 466   | 49    | 112   | 23       | 2        | 24       | 211   | 68    | 5     | 7        | 1     | 3     | 27    | 0     | 1     | 57    | 19       | .240  | .283     | .453     | .736  |
| 1964       | 大洋       | 130   | 383   | 357   | 39    | 91    | 15       | 2        | 15       | 155   | 54    | 4     | 4        | 3     | 3     | 18    | 4     | 2     | 31    | 13       | .255  | .294     | .434     | .729  |
| 1965       | 大洋       | 87    | 168   | 162   | 18    | 31    | 4        | 0        | 13       | 74    | 28    | 3     | 0        | 1     | 0     | 3     | 0     | 2     | 19    | 6        | .191  | .216     | .457     | .672  |
| 1966       | 東京       | 101   | 363   | 333   | 37    | 71    | 10       | 1        | 17       | 134   | 43    | 8     | 4        | 1     | 0     | 25    | 0     | 4     | 60    | 7        | .213  | .276     | .402     | .679  |
| 1967       | 東京       | 91    | 265   | 256   | 20    | 65    | 9        | 2        | 10       | 108   | 33    | 4     | 1        | 0     | 0     | 8     | 1     | 1     | 45    | 11       | .254  | .279     | .422     | .701  |
| 1968       | 東京       | 7     | 9     | 9     | 0     | 0     | 0        | 0        | 0        | 0     | 0     | 0     | 0        | 0     | 0     | 0     | 0     | 0     | 2     | 0        | .000  | .000     | .000     | .000  |
| 通算：11年 | 通算：11年 | 1177  | 4164  | 3868  | 432   | 971   | 165      | 19       | 189      | 1741  | 585   | 56    | 51       | 9     | 31    | 228   | 21    | 28    | 568   | 115      | .251  | .298     | .450     | .748  |

- 各年度の太字はリーグ最高

### タイトル
- 本塁打王：1回 （1959年）
- 打点王：1回 （1959年）

### 表彰
- ベストナイン：3回 （外野手部門：1958年 - 1960年）

### 記録
- オールスターゲーム出場：5回 （1959年 - 1963年）
- 新人の開幕戦本塁打 ※史上5人目[12]

### 背番号
- 7 （1958年 - 1961年）
- 6 （1962年 - 1965年）
- 8 （1966年 - 1968年）